# Хилюк Тетяна Олександрівна
Тетяна Олександрівна Хилюк (до шлюбу Мандражеєва; нар. 23 травня 1988, м. Галич) — українська волейболістка, зв'язуюча. Майстер спорту України.

## Життєпис
Перша тренерка — Олександра Мандражеєва. У 14 років суддя з Івано-Франківська Михайло Мельник на одному зі змагань запропонував поїхати до Тернополя, де набирали дівчат 1988 року народження (також потрапили дівчата з Івано-Франківщини — Надія Кодола, Катя Руденька, Юля Лонюк).
Переможниця Вищої ліги чемпіонату України (2018), Чемпіонка України (2010, 2013, 2014), володарка Кубку України (2014). 
У 2005 році стала чемпіонкою Європи серед юніорок (до 17 років). У складі студентської збірної виступала на Універсіаді 2011 в китайському місті Шеньчжень Захищала кольори молодіжної і національної збірних України.

## Клуби
| Роки      | Команди                      |
| --------- | ---------------------------- |
| 2002—2012 | «Галичанка» (Тернопіль)      |
| 2012—2015 | «Хімік» (Южне)               |
| 2016—2019 | «Новатор» (Хмельницький)     |
| 2019—2021 | «Галичанка» (Тернопіль)      |
| 2021—2022 | «Полісся-ШВСМ-ЖДУ» (Житомир) |
| 2022—2024 | «Oythe» (Фехта)              |
| 2024—     | «Рись-ДЮСШ» (Стрий)          |